# الخن الجديد
هجرة الخن الجديد أحد هجر محافظة الأحساء تتبع ليبرين في المنطقة الشرقية في المملكة العربية السعودية.

## الموقع
تبعد عن جنوب الأحساء 280 كيلو متر، و 90 كيلو متر جنوب حرض، وشرق هجرة يبرين حوالى 30 كيلو متر.

## الخدمات
تتوفر الخدمات الآتية: مركز وحدة صحية، مركز للإمارة، وسوق الخميس المتنقل وهي تعد من المناطق الغنية بالغاز الطبيعي ويتبعا حوالي 13 هجرة أما الخدمات الأساسية مثل بقالة وسوبر ماركت ومغسلة ملابس يدوية واماكن لبيع الأعلاف الحيوانية.
وتشتهر هذا المنطقة بالزراعة حيث توجد خدمات تأجير معدات الزراعة المتطورة مثل الحرثات والحصادات.

### مطالب السكان
حيث يشتكي سكان الهجرة بعدم وجود بنية تحتية جيدة مما يؤدي الي اتربة ورمال في كل مكان ويعوق الحياة اليومية، مما ادي الي خطة السلطات الي تنمية المرافق والشوارع.
ومن حرص المسؤولين علي القضاء علي الأمية في قري السعودية قامت حملة بمحو الأمية في الهجرة تشمل 17 دراسة في هجرة الخن.

## المرافق
- جامع الخن
- مدرستين ابتدائية للبنات
- مدرسة ابتدائي، إعدادية، ثانوية، وروضة أطفال.
- ملعب الخن الجديد.